# Bâtiment de l'École Normale de Pontevedra
Le bâtiment de l'ancienne École Normale d'instituteurs et des arts et métiers de Pontevedra, à Pontevedra en Espagne, est un bâtiment éclectique de la fin du XIXe siècle qui était le siège de l'école normale de cette ville galicienne. Il est situé sur la Gran Vía de Montero Ríos, entre l'Alameda de Pontevedra et le parc des Palmiers.

## Histoire
Jusqu'à la fin du XIXe siècle l'école normale des femmes était située à Pontevedra dans le pazo baroque de la famille García Flórez (aujourd'hui appartenant au Musée de Pontevedra) et l'école normale des hommes se trouvait dans le palais de Mugartegui, ou pazo des Comtes de Fefiñáns.
Dans les années 1880 du XIXe siècle, le conseil municipal de Pontevedra a acquis la propriété de la famille Munaiz située sur l'avenue Gran Vía, un terrain à bâtir sur une avenue qui avait été aménagée dix ans plus tôt. Il a été décidé d'y construire un nouveau bâtiment pour une école d'arts et métiers qui a fini par abriter l'école normale mixte provinciale ainsi que le lycée provincial à différentes périodes.
En 1895, le projet de construction de l'école d'arts et métiers a été lancé. Les travaux ont été confiés à l'architecte du Ministère du Développement (Fomento) Arturo Calvo Tomelén, qui avait conçu des bâtiments tels que le Palais de Joaquín Sánchez de Toca Calvo (aujourd'hui Ambassade du Brésil à Madrid). En novembre 1895 Arturo Calvo a terminé son projet. Les travaux ont été attribués le 1er mai 1896 au constructeur madrilène García Dios. Le bâtiment a été construit en face du Palais de la Députation de Pontevedra qui avait été inauguré en 1890. Le bâtiment a été achevé et inauguré en 1901,.
Le coût total du projet s'est élevé à plus de 260 000 pesetas. En 1903 le bâtiment a accueilli le lycée provincial de Pontevedra pour mettre fin aux nombreuses dépenses occasionnées par les réparations de l'ancien collège des Jésuites. Le bâtiment a abrité l'École Normale d'Instituteurs à l'arrière et l'École Normale d'Institutrices à l'avant. Au fil des ans, il a changé de fonction pour devenir temporairement le lycée de jeunes filles de la ville à la fin des années 1960. À partir des années 1970 il a été le siège de l'office provincial du ministère de l'éducation.
Avec le transfert au quartier Campolongo en 2008 de l'office provincial de l'éducation au nouveau bâtiment aux tours jumelles de la Junte de Galice, le bâtiment a perdu sa fonction d'office provincial de l'éducation et a été cédé au Conseil provincial de Pontevedra qui l'a rénové à l'intérieur. Il a été inauguré en tant que bâtiment administratif du Conseil provincial de Pontevedra le 11 février 2011.

## Description
C'est un grand bâtiment à plan carré de style éclectique et trois étages sur un demi sous-sol. Au début, le bâtiment comptait deux étages et un étage en retrait qui est devenu plus tard un troisième étage complet. Avant la construction de tout l'espace du troisième étage, la façade avant était couronnée au centre par un fronton circulaire en pierre portant les armoiries espagnoles.
La façade présente la traditionnelle bichromie de fines briques rougeâtres et rosées et du granit, y compris les détails décoratifs en pierre autour des fenêtres et les pilastres. Elle est entourée d'un soubassement également en granit. Les briques, très à la mode à la fin du XIXe siècle et au début du XXe siècle sur les façades, provenaient de l'ancienne usine de briques de la Barque, tout près de A Caeira,. Elles sont aussi présentes sur la façade des arènes de Pontevedra.
Le bâtiment a la particularité que toutes les fenêtres des quatre façades sont trigeminées, à l'exception des fenêtres des corps centraux des façades avant et arrière. Au premier étage du corps central de la façade arrière se trouve un balcon à décoration géométrique avec quatre étoiles à huit branches à la place des balustrades, et sur la façade avant se trouve un balcon avec cinq motifs floraux. Toutes les fenêtres du premier étage sont couronnées d'une décoration géométrique au centre des linteaux. La porte du balcon du premier étage de la façade avant est flanquée de pilastres ioniques et couronnée d'un blason d'Espagne en pierre, marquant sa fonction institutionnelle.
L'intérieur du bâtiment a été successivement remodelé pour adapter les installations aux différents usages, d'abord éducatifs, puis administratifs.

## Galerie de photos

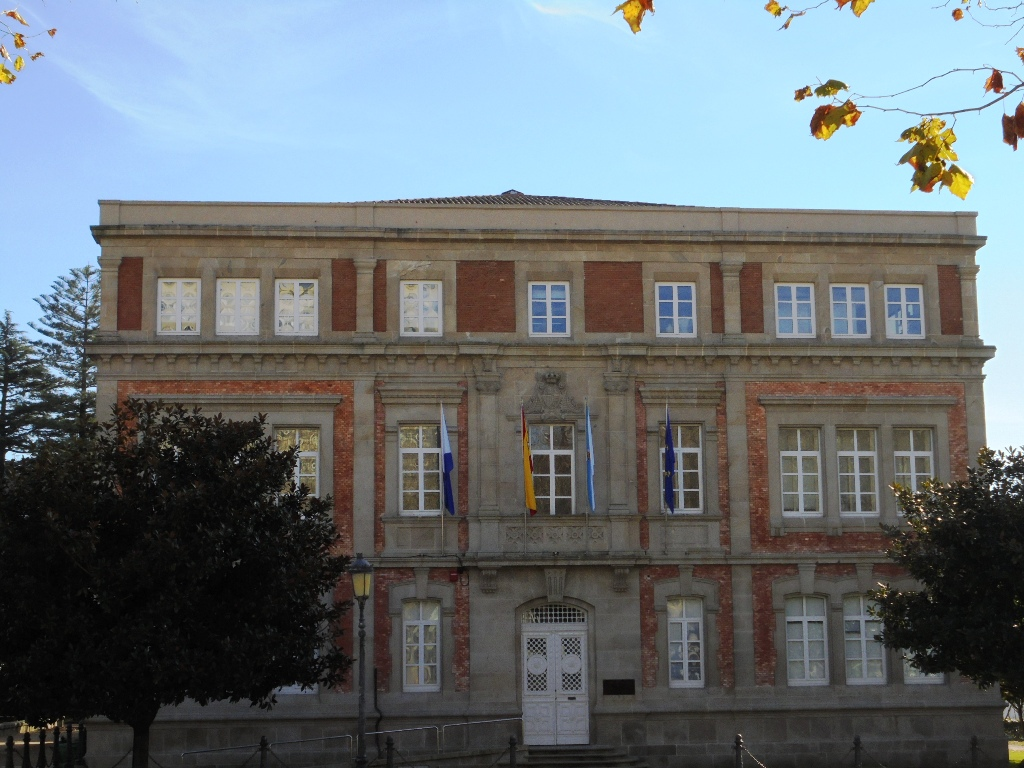
Façade principale
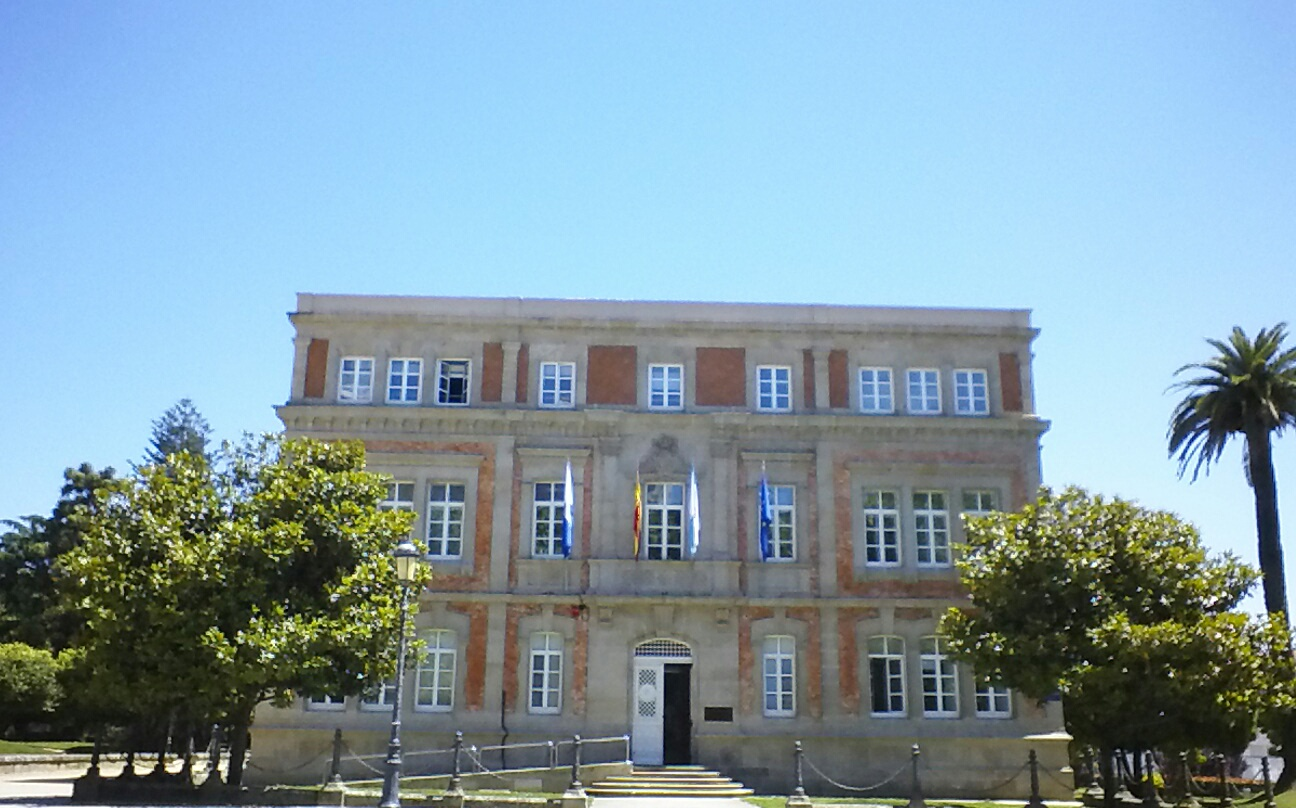
Façade principale
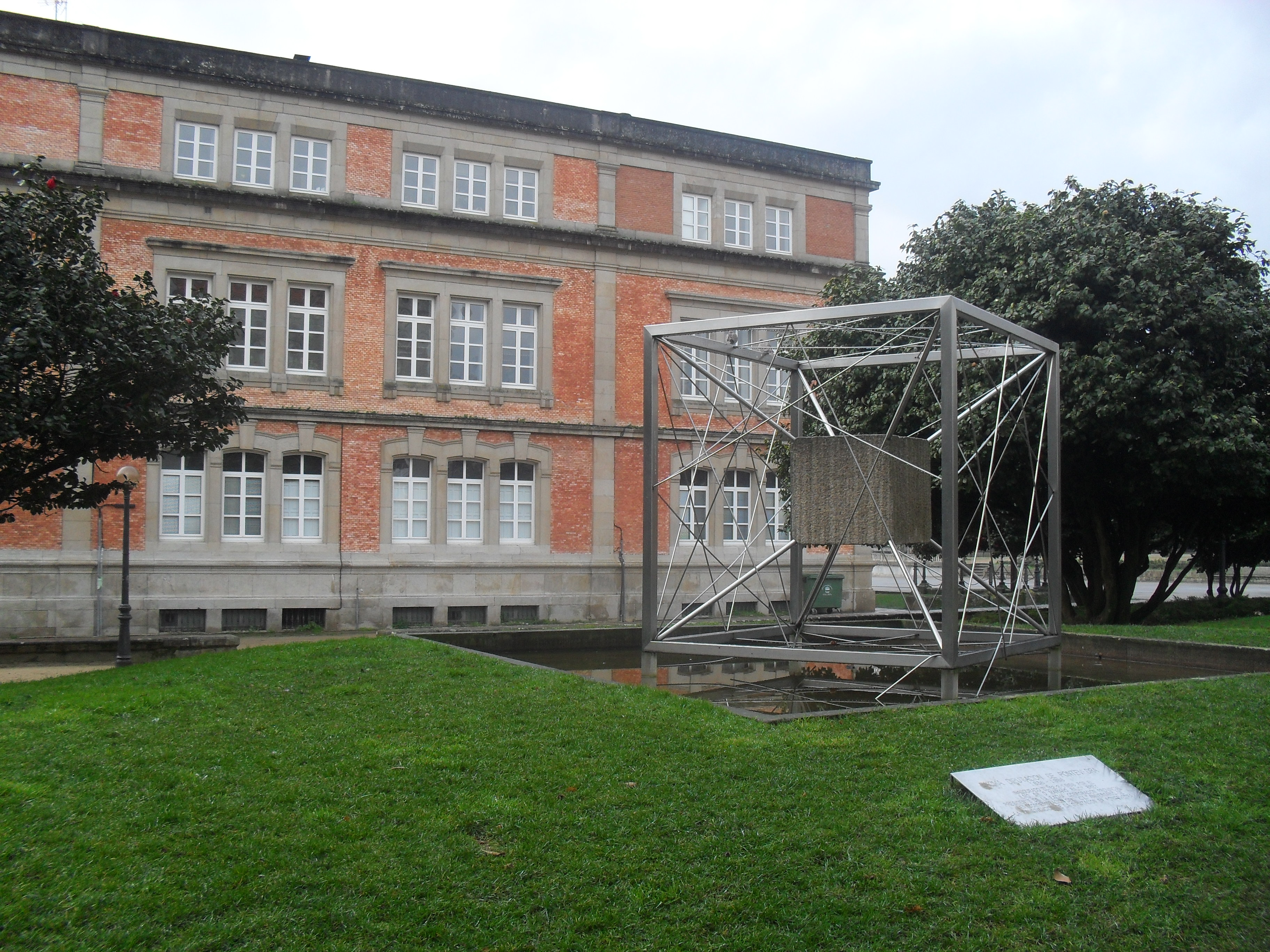
Façade latérale est
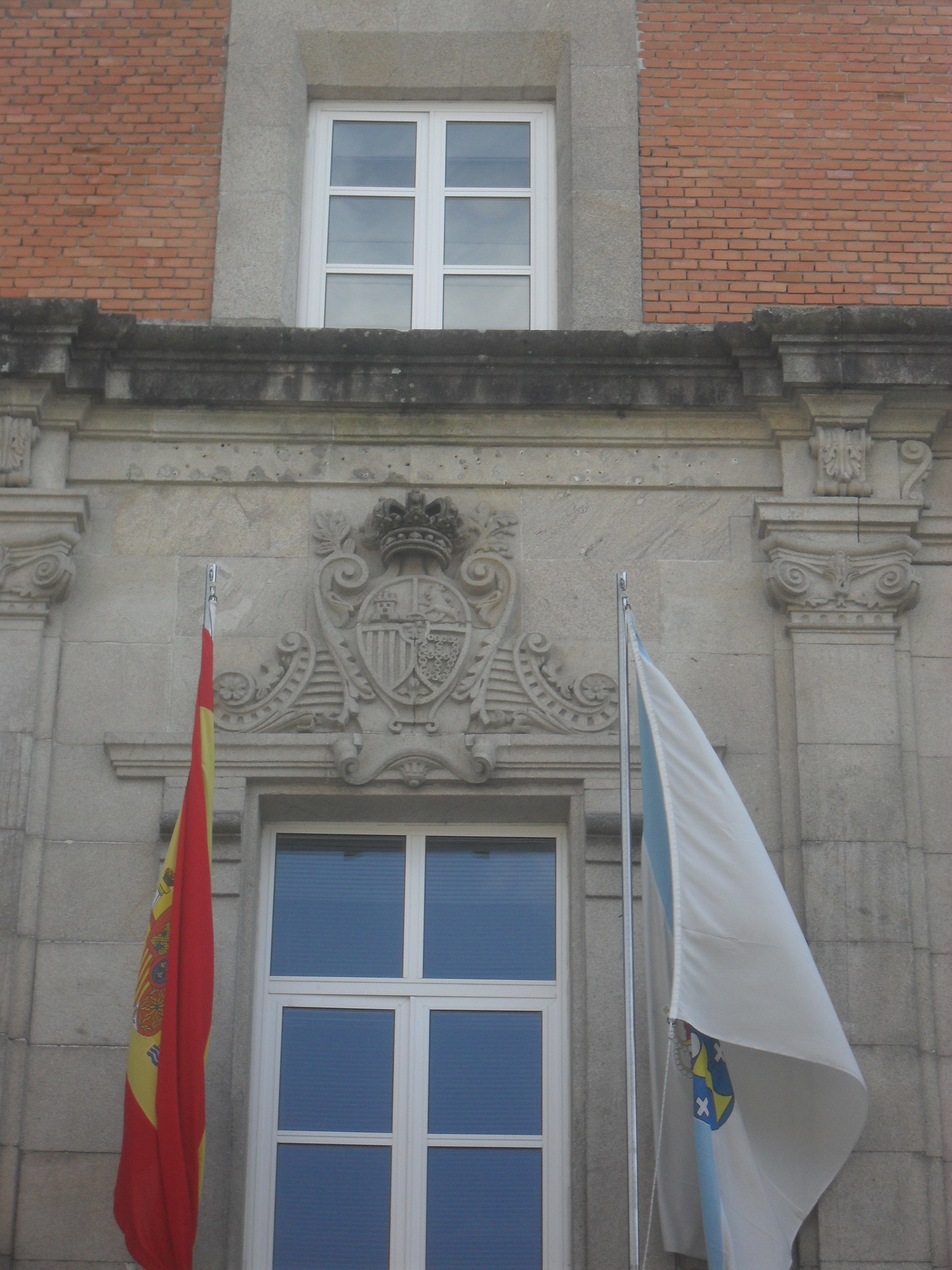
Armoiries
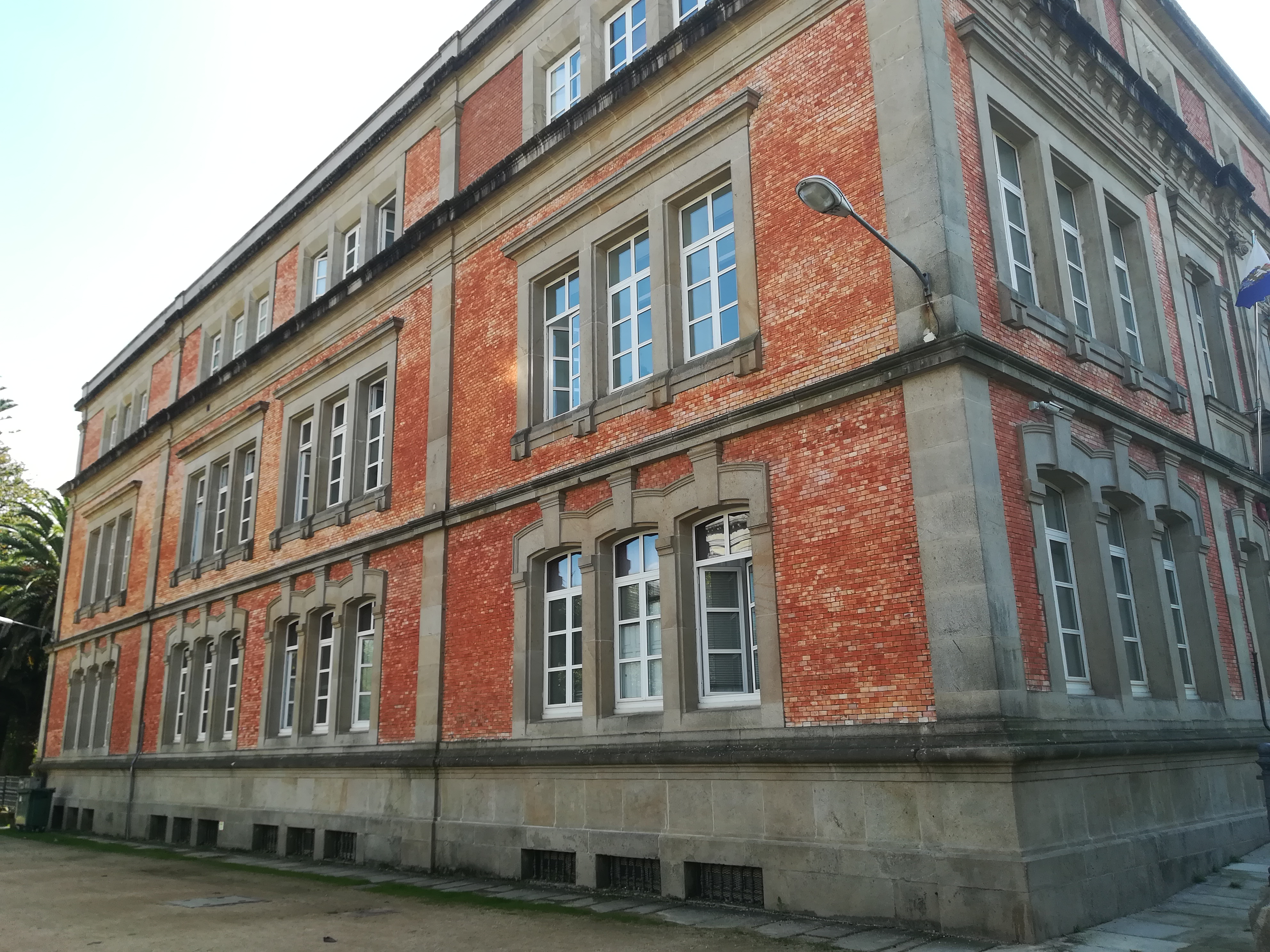
Façade est
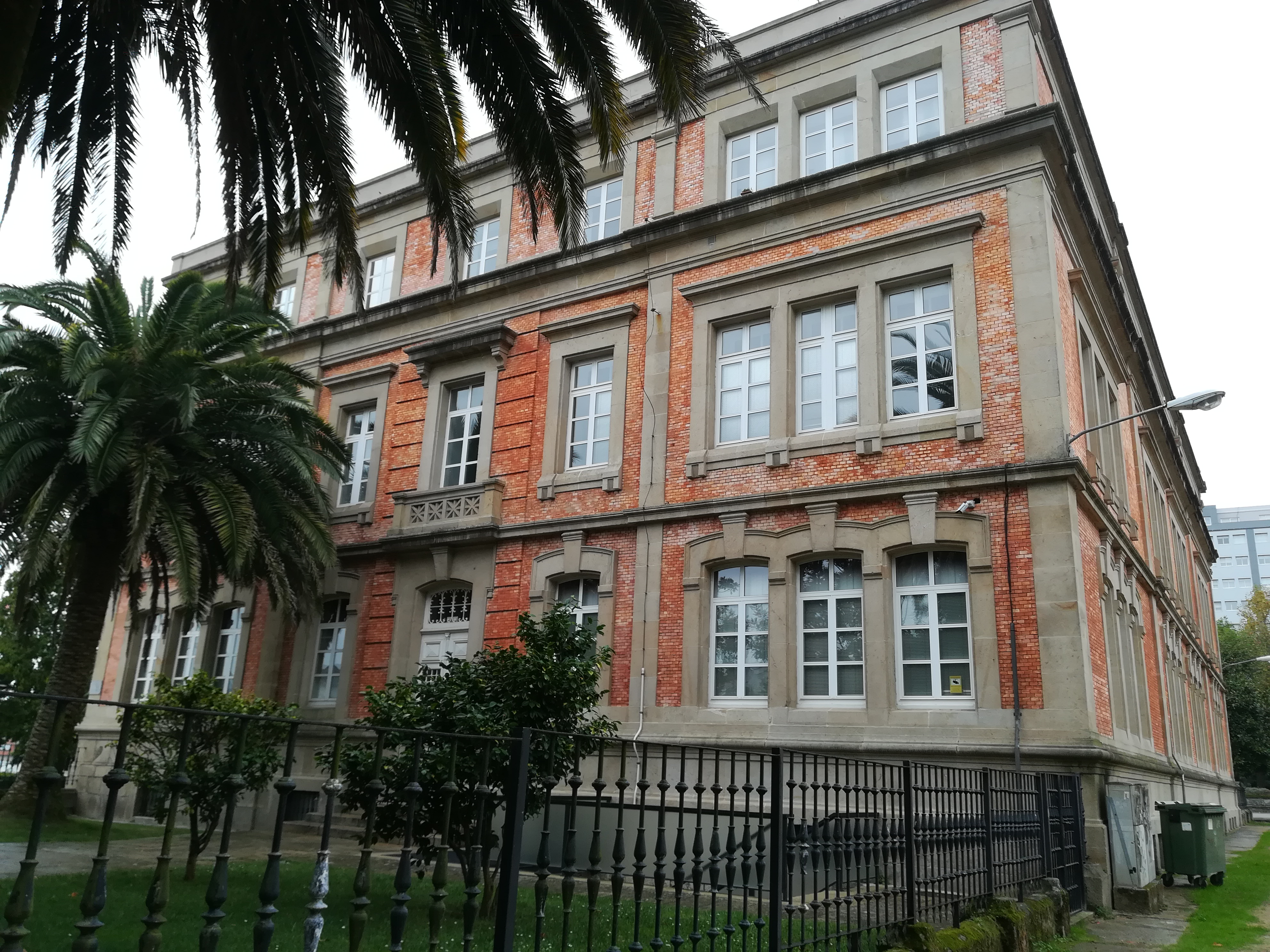
Façade arrière
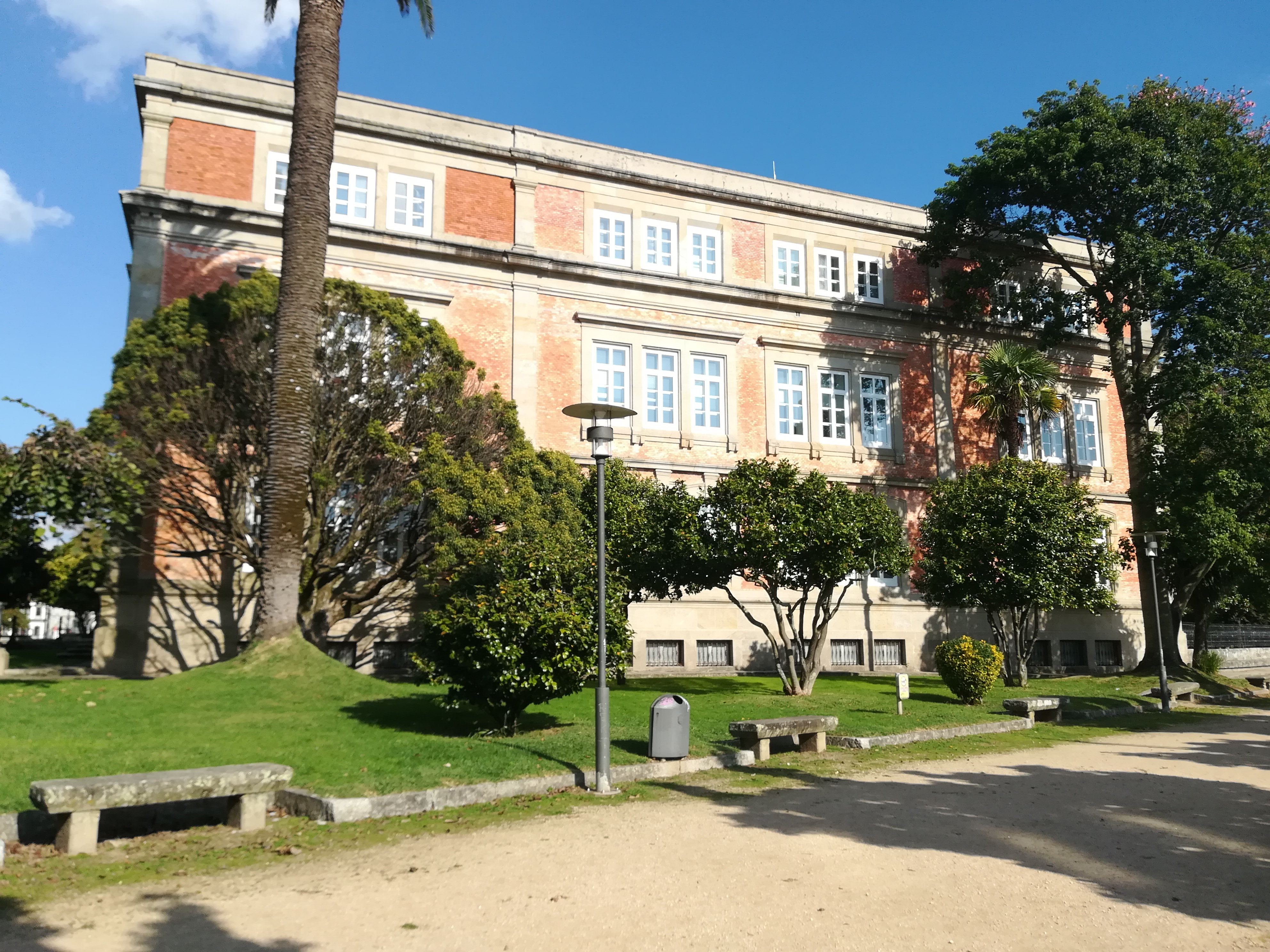
Façade ouest
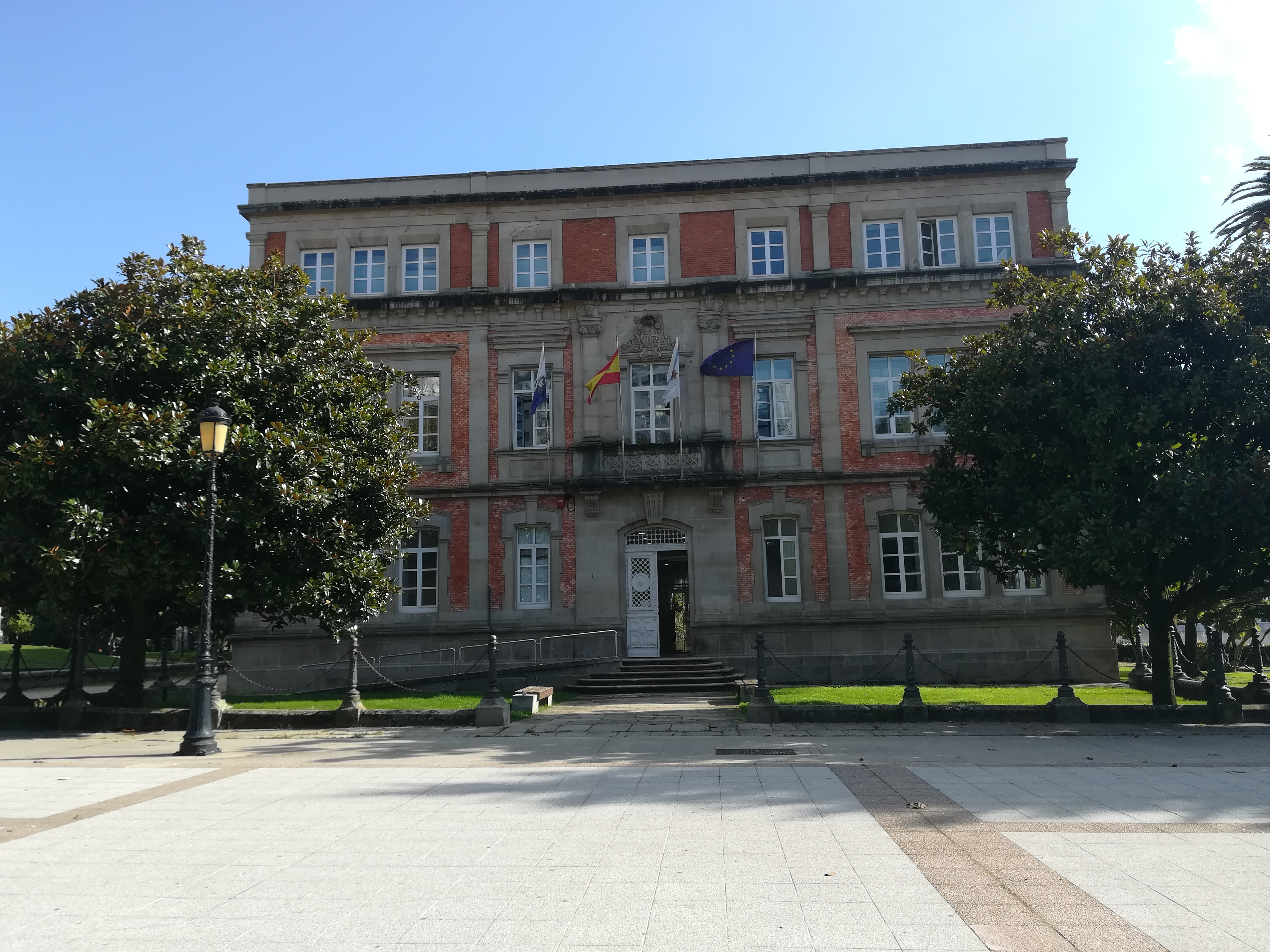
Façade principale
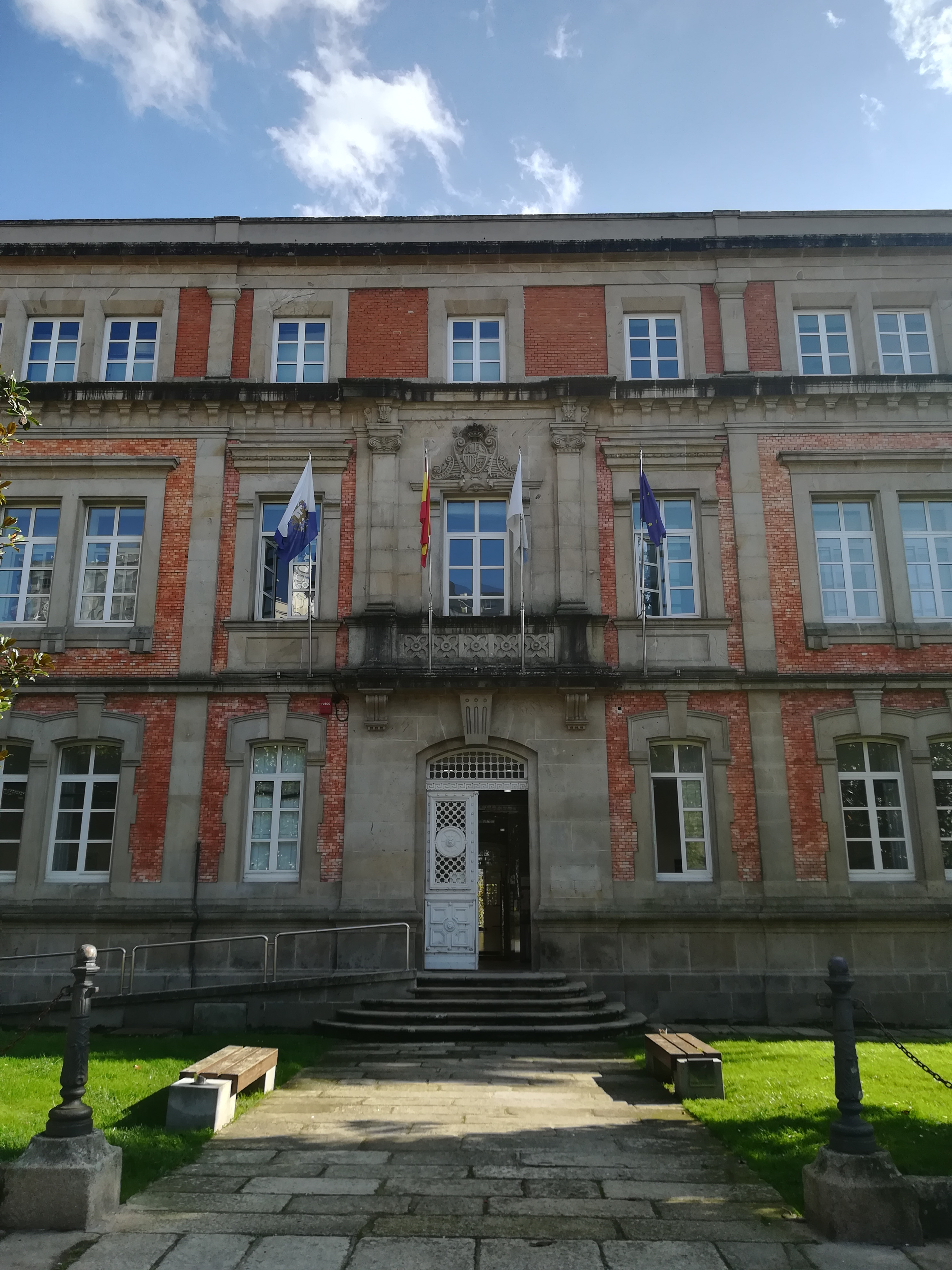
Entrée